# مایکون پریرا روکه
مایکون پریرا روکه (پرتغالی: Maicon Pereira Roque؛ زادهٔ ۱۴ سپتامبر ۱۹۸۸) که با نام مایکون شناخته می‌شود، بازیکن فوتبال اهل برزیل است.
از باشگاه‌هایی که در آن بازی کرده‌است می‌توان به کروزیرو، ناسیونال، پورتو، سائو پائولو، گالاتاسرای و باشگاه فوتبال النصر عربستان سعودی اشاره کرد.